# مقترحات الحكم الذاتي الآشوري في العراق
منذ أوائل القرن العشرين، قُدمت عدة مقترحات لإنشاء منطقة حكم ذاتي أو دولة مستقلة للآشوريين الناطقين باللغة السريانية في شمال العراق.

## المقترحات التاريخية
- بيان أورميا لآشور الحرة المتحدة، 1917
- اقترحت عصبة الأمم تسوية للآشوريين عام 1935[1]
- العريضة الوطنية الآشورية للأمم المتحدة، 1945.[2]
- قضية حزب بيت نهرين الديمقراطي من أجل الحكم الذاتي الآشوري.[3][4]

## المقترحات الحالية

سهول نينوى ضمن محافظة نينوى

### المحافظة التاسعة عشر
دعا حزبان آشوريان رئيسيان (الحركة الديمقراطية الآشورية والمجلس الشعبي الكلداني السرياني الآشوري) إلى إنشاء محافظة تاسعة عشرة تضم قضاءات شيخان والحمدانية وتلكيب في محافظة نينوى. وقد طرح الحزبان المذكوران هذا الاقتراح كمحافظة جديدة لجميع الأقليات المقيمة فيها. وتشير تقديرات مختلفة إلى أن التركيبة السكانية للمحافظة الجديدة ستتألف من التركيبة العرقية والدينية التالية:
خلال شهر يونيو 2017، عُقد مؤتمر في بروكسل بعنوان " مستقبل المسيحيين في العراق". نظّم المؤتمر حزب الشعب الأوروبي وضمّ مشاركين من منظمات آشورية/كلدانية/سريانية، بما في ذلك ممثلون عن الحكومة العراقية وحكومة إقليم كردستان. قاطع المؤتمر كلٌّ من الحركة الديمقراطية الآشورية، وأبناء بلاد ما بين النهرين، والحزب الوطني الآشوري، والكنيسة الكلدانية الكاثوليكية، وكنيسة المشرق الآشورية. وقّعت المنظمات السياسية المتبقية المشاركة على ورقة موقف.
الدعم – حظي الاقتراح بدعم أغلبية العرب الشيعة والأحزاب الكردية.
- جلال طالباني, رئيس العراق
- كتلة النواب الصدريين
- كتلة حزب الدعوة الاسلامية بزعامة رئيس الوزراء العراقي نوري المالكي[7]
- في عام ٢٠١٧، أيّد الأساقفة السريان المسيحيون الرئيسيون الثلاثة في المنطقة، واحد سرياني كاثوليكي واثنان سريانيان أرثوذكسيان، فكرة إنشاء منطقة محمية للمسيحيين السريان. مع ذلك، صرّح البطريرك بأن الأولوية يجب أن تكون لشواغل أخرى.

وقد أبدت بعض الحكومات والأحزاب السياسية الأجنبية آراءها أيضًا في هذه القضية:
- أعلن الحزب السياسي السويدي Folkpartiet دعمه الكامل للإدارة الآشورية من خلال تفعيل المادة 125. [ أحسن مصدر ضروري ]
- تدعم الحكومة الفيدرالية الأسترالية من خلال حزب العمال والحزب الليبرالي والحزب الديمقراطي المسيحي قيام دولة آشورية مستقلة في العراق.[8][9][ أحسن مصدر ضروري ]

معارضة – لقد عارضها العرب السنة الذين يشكلون أغلبية مدينة الموصل.
- الحدباء[10]
- حركة العدالة والإصلاح (عربية سنية)

### المنطقة الإدارية الآشورية
وتدعو بعض المنظمات الآشورية أيضًا إلى إنشاء منطقة إدارية آشورية في شمال العراق، والتي ستشمل المقاطعات التالية:
محافظة نينوى
- الحمدانية
- الشيخان
- تل كيبي

محافظة دهوك
- سيميل
- وادي نهلة
- بيشخابور
- وادي سابنا

اجتمعت عدة أحزاب سياسية آشورية لتوقيع ورقة موقف في 6 مارس 2017 تتعلق بمستقبل سهل نينوى. دعت ورقة الموقف إلى إنشاء مقاطعة سهل نينوى التي تحكم ذاتيًا من قبل السكان الآشوريين في سهل نينوى.

### الاندماج مع إقليم كردستان
أعلن العديد من السياسيين الأكراد علنًا دعمهم لضم المنطقة إلى حكومة إقليم كردستان كمحافظة خامسة (بعد دهوك وأربيل والسليمانية وحلبجة). ويزعم بعض الآشوريين أن الحزب الديمقراطي الكردستاني بزعامة مسعود بارزاني يُرهب السكان للمطالبة بضم منطقتهم.
دعت بعض الأحزاب السياسية الآشورية إلى إنشاء محافظة لسهل نينوى خاضعة للحكم الآشوري، كجزء من حكومة إقليم كردستان. تشمل هذه المحافظة قضاء تلكيب والحمدانية وشيخان، ويحكمها السكان الآشوريون المحليون في المنطقة. وقد ضُمت أجزاء من سهل نينوى بشكل غير قانوني، وأصبحت تحت سلطة حكومة إقليم كردستان والبيشمركة، مما أدى إلى إدراج أجزاء من سهل نينوى كـ"منطقة متنازع عليها"، وبالتالي سيُجرى استفتاء حكومة إقليم كردستان عام 2017 في هذه المنطقة المحتلة.

### منطقة الرافدين ذاتية الحكم
في 5 مارس/آذار 2017، أصدرت ثلاث هيئات تمثل الآشوريين والإيزيديين والتركمان بيانًا مشتركًا يدعو إلى إقامة منطقة شبه مستقلة في شمال العراق. وقد روجت لهذه الفكرة مؤسسة إنقاذ التركمان، والمجلس الأعلى المستقل للإيزيديين، ومنظمة الرافدين.
وقد جاء هذا المشروع تماشيا مع دستور العراق لعام 2005، الذي يعطي الأقليات الحق في الحكم الذاتي أو الإدارة الذاتية في وحدات فرعية من الأراضي (الفصل الأول؛ المواد 5، 112، 115 و116).
وقال علي أكرم البياتي من مؤسسة إنقاذ التركمان إن "مقترح إقليم للأقليات يتوافق مع الدستور العراقي ولا يتعارض مع التوجه العام لتقاسم الصلاحيات أو السماح للأقليات بإدارة شؤونها".
يتألف الكانتون من ثلاث مناطق متصلة: سنجار، وتلعفر، وسهل نينوى.